# 長身小油鯰
長身小油鯰，為輻鰭魚綱鯰形目鼬鯰科的其中一種，為熱帶淡水魚，分布於南美洲厄瓜多Esmeraldas河流域，體長可達16.9公分，棲息在底層水域，生活習性不明。
其种加词“elongata”意为“长的”。